# Mocland
Misión en Mocland, más conocida simplemente como Mocland, fue una serie de animación en 3D producida en los estudios Pizzel 3D Studios en coproducción con Canal Sur. Se estrenó en la cadena andaluza el 6 de diciembre de 2007 para coincidir con el período de celebraciones y festivos. Los capítulos siguientes se emitieron desde el 15 de diciembre en el marco del programa contenedor La Banda, los sábados y domingos a las 11:20 y a las 10:35 horas, respectivamente.

## Sinopsis
Mocland es un pequeño planeta que se está quedando sin su energía vital, el límbar. La reina Pola destituida por el malvado general Neflin, ordena una expedición en secreto a unos jóvenes pilotos (Lalo, Mina, Gobi y Lilium) para buscar el áloma, un mineral que es capaz de generar energía. Estos deberán recorrer los planetas de la galaxia Gul Pletoris en busca de este extraño mineral.

## Personajes
| Personaje       | Voz original           |
| --------------- | ---------------------- |
| Mina            | Lola Álvarez           |
| Lalo            | Paco Cardona           |
| Gobi            | Bernabé Rico           |
| Bauri           | Nonia De La Gala       |
| Tiser           | Jorge Tomé             |
| Neflin          | Jesús Prieto           |
| Maca Render     | Alberto Hidalgo        |
| Sila            | Antonia De Miguel      |
| Seyu            | Juan Carlos Villanueva |
| Sico            | Manolo Perales         |
| Sasa            | Javier Merchante       |
| Metamorfo       | Paco Lozano            |
| Jefe Bauri      | ÁNgel Corpa            |
| Portera Karaoke | Antonia De Miguel      |
| Topox           | Enrique F. Guzmán      |
| Lilium          | Juan Carlos Villanueva |
| Reina Pola      | Lola Álvarez           |
| Ploid           | Javier Merchante       |

## Película
El 7 de noviembre de 2008, se estrenó una película basada en la serie, titulada Misión en Mocland: una aventura super espacial. Se dobló en los estudios Arte Sonora de Sevilla, animada por Pizzel 3D. La directora de la película fue de Lola Álvarez.